# Molas (Alto Garona)
Molas (em occitano:  Molans) é uma comuna francesa na região administrativa da Occitânia, no departamento do Alto Garona. Estende-se por uma área de 10.43 km², com 167 habitantes, segundo o censo de 2018, com uma densidade de 16 hab/km².